# Кубок Гонконгу з футболу 2020
Кубок Гонконгу з футболу 2020 — 45-й розіграш кубкового футбольного турніру в Гонконзі. Титул вп'яте здобув Істерн.

## Календар
| Раунд        | Дата               | Матчі | Клуби  |
| ------------ | ------------------ | ----- | ------ |
| Перший раунд | 7-8 березня 2020   | 2     | 10 → 8 |
| 1/4 фіналу   | 12-16 березня 2020 | 4     | 8 → 4  |
| 1/2 фіналу   | 21-22 березня 2020 | 2     | 4 → 2  |
| Фінал        | 28 вересня 2020    | 1     | 2 → 1  |

## Перший раунд
| Команда 1         | Рахунок      | Команда 2 |
| ----------------- | ------------ | --------- |
| 7 березня 2020    |              |           |
| Гонконг Рейнджерс | 2:8          | Істерн    |
| 8 березня 2020    |              |           |
| Лі Мен            | 2:2 пен. 3:4 | Тай По    |

## 1/4 фіналу
| Команда 1                  | Рахунок | Команда 2       |
| -------------------------- | ------- | --------------- |
| 12 березня 2020            |         |                 |
| Юень Лун                   | 4:5 дч  | Гонконг Пегасус |
| 13 березня 2020            |         |                 |
| R&F                        | 4:0     | Хеппі Воллей    |
| 15 березня 2020            |         |                 |
| Кітчі                      | 0:2     | Істерн          |
| 16 березня 2020            |         |                 |
| Саутерн Дістрікт Рекріейшн | 1:4     | Тай По          |

## 1/2 фіналу
| Команда 1       | Рахунок      | Команда 2       |
| --------------- | ------------ | --------------- |
| 21 березня 2020 |              |                 |
| Істерн          | 5:0          | Гонконг Пегасус |
| 22 березня 2020 |              |                 |
| Тай По          | 2:2 пен. 3:5 | R&F             |

## Фінал
| Команда 1       | Рахунок | Команда 2 |
| --------------- | ------- | --------- |
| 28 вересня 2020 |         |           |
| Істерн          | 2:0     | R&F       |